# Marta Nusbaum
Marta Nusbaum (6. maj 1947, Njujork) američka je filozofkinja. Radi na Čikaškom univerzitetu. U Srbiji su objavljne tri knjige Marte Nusbaum: Za ljubav domovine - rasprava o granicama patriotizma (1999), Krhkost dobrote (2010) i Ne za profit (2012).

## Negovanje čovečnosti
Marta Nusbaum smatra da je glavni cilj obrazovanja formiranje građanki i građana sveta, a za to nije dovoljno samo gomilati znanje, već je potrebno razvijati saosećajnu imaginaciju. Saosećajna imaginacija omogućava nam da razumemo ljude koji se razlikuju od nas po polu, rasi, klasnoj, nacionalnoj ili verskoj pripadnosti, seksualnoj orijentaciji... Proučavanje književnost ima posebnu ulogu u formiranju građana/ki sveta jer se u književnim delima predstavljaju problemi različitih ljudi.

## Spoljašnje veze
Mediji vezani za članak Marta Nusbaum na Vikimedijinoj ostavi